# Bágyogszovát
Bágyogszovát is een plaats (község) en gemeente in het Hongaarse comitaat Győr-Moson-Sopron. Bágyogszovát telt 1353 inwoners (2001).